# クサチュー語
クサチュー語（クサチューご）は、パソコン通信やインターネットの電子掲示板において、文字を分解・置換して文字を表現するものである。「クサチュー文字」とも呼ばれる。
ひらがな・カタカナ・特殊文字などを組み合わせて別の文字を表現したり、複数の漢字を用いて別の漢字を表す。形が類似した記号等を一文字と置き換える場合もある。
元々パソコン通信やインターネット上で使用されていた倍角文字などと呼ばれていたものを、掲示板サイト「あめぞう」の常連であったハンドルネーム「腐れ厨房」がまとめたため、彼の名にちなんでこう呼ばれる。
類似したものにギャル文字があるが、ユーザ層が異なることから、関連性は低いと考えられている。英語圏には Leet という、このクサチュー語に似た文字の表記法がある。
2000年前後で話題となったクサチュー語も、2010年代以降はほとんど流行らなくなったため存在を知らない者も多い。LINEスタンプには生き残った。

## 例
| 日本語                       | クサチュー語                  |
| ---------------------------- | ----------------------------- |
| フリー百科事典ウィキペディア | ┐リ—百禾斗事典ゥィ‡∧・〒~ィ了 |
| クサチュー語                 | 勹廾千ｭ—言吾                  |
| 爆死、超絶核爆               | 火暴歹ヒ、走召糸色木亥火暴    |
| 神社                         | ネ申ネ土                      |
| チート                       | 升                            |
| 阪神タイガース               | β反ネ申夕亻カ〃ーフ、         |